# Anthostoma
Anthostoma es un género de hongos en la familia Diatrypaceae.